# Ciara Bravo
Ciara Quinn Bravo (Alexandria, Kentucky; 18 de marzo de 1997) es una actriz estadounidense, conocida por su papel de Katie Knight en la serie de Nickelodeon Big Time Rush y la serie de  Fox Red Band Society. También apareció en las películas de televisión de Nickelodeon  Jinxed y  Swindle.
El trabajo de voz de Bravo incluye a Giselita en Open Season 3, Patty en Happiness Is a Warm Blanket, Charlie Brown y Sarah en Special Agent Oso.

## Carrera
Ciara Bravo nació en Alexandria (Kentucky). Comenzó a trabajar a los nueve años, tras ser descubierta por Bryan Leder y Frederic Levy, de la agencia de talento Management 101, en la feria Model and Talent Expo dirigida por Mike Beaty en Dallas. A partir de entonces, realizó varias voces en off para los programas televisivos Playhouse Disney y Can You Teach My Alligator Manners?. También participó en el video del tema «Knees and Elbows», de Willow Smith y en anuncios publicitarios.
Durante 2008 realizó varias audiciones y comerciales de televisión para el Newport Aquarium y consiguió un papel secundario como una chica italiana en la película Ángeles y demonios.
En 2009, después de haber actuado en dos cortometrajes, Lost Sheep (o The Cafeteria) y Washed Up, firmó contrato por tres años con la cadena Nickelodeon para un papel en la serie Big Time Rush. En dicha serie interpreta a Katie Knight, la hermana menor del protagonista, Kendall Knight, quien es una niña muy astuta y manipuladora. Comparte elenco con Kendall Schmidt, James Maslow, Logan Henderson y Carlos Pena, entre otros.
En 2013 protagonizó Swindle, película para televisión de Nickelodeon con Jennette McCurdy, Ariana Grande, Noah Crawford, Noah Munck y Chris O'Neal, entre otros. También fue la voz de Giselle en la película Open Season 3. Ha hecho. además, trabajo de voz en Happiness Is a Warm Blanket, Charlie Brown y Special Agent Oso.
En 2021, protagonizó Cherry, película para Apple TV+ con Tom Holland y dirigida por los hermanos Anthony y Joe Russo.

## Filmografía
| Año  | Título        | Personaje      | Notas         |
| ---- | ------------- | -------------- | ------------- |
| 2010 | Open Season 3 | Giselita (voz) | Directo a DVD |
| 2017 | To the Bone   | Tracy          |               |
| 2021 | Cherry        | Emily          |               |

### Televisión
| Año       | Título                                     | Personaje         | Notas                                  |
| --------- | ------------------------------------------ | ----------------- | -------------------------------------- |
| 2008      | Can You Teach My Alligator Manners?        | Voces adicionales |                                        |
| 2009      | Special Agent Oso                          | Sarah (voz)       |                                        |
| 2009      | The Cafeteria                              | Caroline          | Corto                                  |
| 2009      | Washed Up                                  | Sarah             |                                        |
| 2009-2013 | Big Time Rush                              | Katie Knight      |                                        |
| 2011      | Happiness Is A Warm Blanket, Charlie Brown | Patty             | Voz                                    |
| 2011      | My Dog's Christmas Miracle                 | Heather Lauste    | Película de televisión                 |
| 2011      | Ice Age: A Mammoth Christmas               | Peaches (voz)     | Película de televisión                 |
| 2011      | BrainSurge                                 | Ella misma        | Programa de concursos                  |
| 2012      | Big Time Movie                             | Katie Knight      | Película para televisión (Nickelodeon) |
| 2013      | Jinxed                                     | Meg Murphy        | película de televisión (Nickelodeon)   |
| 2013      | Swindle                                    | Melissa Bing      | película de televisión (Nickelodeon)   |
| 2013      | Supah Ninjas                               | Kylie Parker      | Episodio "Cheer Fever"                 |
| 2013      | Haunted Hathaways                          | Blair Crosby      | Estrella invitada en un episodio       |
| 2014-2015 | Red Band Society                           | Emma Chota        |                                        |
| 2016      | Second Chance                              | Gracie Pritchard  |                                        |